# Simonovits András
Simonovits András (Budapest, 1946. november 2. – ) matematikus, közgazdaságtudós, egyetemi tanár, a Budapesti Műszaki és Gazdaságtudományi Egyetem, a Budapesti Corvinus Egyetem és a Közép-európai Egyetem oktatója, a Magyar Tudományos Akadémia Közgazdaságtudományi Intézetének munkatársa. Simonovits István fia, Simonovits Miklós testvére.

## Életpályája
1970-ben diplomázott az Eötvös Loránd Tudományegyetem Természettudományi Kar matematikus szakján. 1976-ban ugyanitt matematikai egyetemi doktori címet szerzett Prioritásos sorban állási modellek című értekezésével. 1982-ben az Marx Károly Közgazdaságtudományi Egyetemen megvédte a Teljesen decentralizált szabályozás című közgazdaságtudomány kandidátusi doktori értekezését. 1991-ben a Budapesti Közgazdaságtudományi Egyetem megszerezte a közgazdaság-tudományok doktora (DSc) címet a Ciklus és stagnálás a szocialista gazdaságban: Makronövekedési modellcsalád című értekezésével. 1999-ben habilitált a  Budapesti Közgazdaságtudományi és Államigazgatási Egyetemen Az együttélő korosztályok modelljei című előadásával.
1970 óta folyamatosan a Magyar Tudományos Akadémia Közgazdaságtudományi Intézetében dolgozik, 1992 óta tudományos tanácsadó beosztásban. Többször kutatott és oktatott nyugati egyetemeken és kutatóintézetekben. 1996 óta a Közép-európai Egyetem Közgazdasági Tanszékén rendszeres vendégtanárként oktat. 1999 óta félállásban a Budapesti Műszaki és Gazdaságtudományi Egyetem Természettudományi Kar Matematika Intézete Differenciálegyenletek Tanszékén dolgozik egyetemi tanárként. 2016 óta nyugdíjasként dolgozik a Budapesti Műszaki és Gazdaságtudományi Egyetemen. Emellett a Budapesti Corvinus Egyetem Általános és Kvantitatív Közgazdaságtan Doktori Iskola oktatójaként is működött. Kutatási területe a nyugdíjgazdaságtan. Két könyvet publikált a témakörről, és számos cikke jelent meg folyóiratokban és tanulmánykötetekben.
Több társadalmi szervezetben is munkát vállalt, 2008-ban megválasztották az MTA Közgazdasági Bizottsági elnökének és az MTA Társadalomtudományi Kuratóriuma tagjává. Még 1974-ben Farkas Gyula díjat kapott a matematika közgazdasági alkalmazásáért. 2007. augusztus 20-án a Magyar Köztársaság Tiszti Keresztjével tüntették ki.